# Suddendorf
Suddendorf is een ortsteil van de Duitse stad Schüttorf in de deelstaat Nedersaksen. De plaats heeft ongeveer 1000 inwoners verdeeld over meerdere nederzettingen en boerderijen. Tot 1 november 2011 was Suddendorf een zelfstandige gemeente.

## Sport en recreatie
Suddendorf is gelegen aan de Europese wandelroute E11, ter plaatse Töddenweg of Handelsweg geheten. De E11 loopt van Den Haag in Nederland naar Tallinn in Estland.
- Gemeinsame Normdatei: 16107547-2
- Virtual International Authority File: 170047015